# Uristes dawsoni
Uristes dawsoni är en kräftdjursart som beskrevs av Hurley 1963. Uristes dawsoni ingår i släktet Uristes och familjen Uristidae. Inga underarter finns listade i Catalogue of Life.